# 清唇齒近音
清唇齒近音是一種輔音，被使用於一些口語中，國際音標寫作⟨ʋ̥⟩或⟨f̞⟩，X-SAMPA音標則記作P_0、v\_0或f_o。
清唇齒近音是南非英語中/f/典型的同位異音。相似地，/v/也常常被當作近音[ʋ]。

## 特徵
清唇齒近音的特徵包括：
- 調音方法是無擦通音／近音，即是將舌頭放近另一個調音部位，但不收窄聲腔，故此不會做成湍流。

- 調音部位是唇齒，即是將下唇接觸上排牙齒以調音。

- 發聲類型是清音，意味着發音時聲帶並不顫動。
- 本輔音是口腔輔音（口音），表示調音時空氣只從口裡流出。
- 調音時不涉及到舌頭，故中央輔音／邊輔音的分別對該音沒有意義。
- 氣流機制是肺部氣流，即由肺與橫膈膜驱动空气。

## 出現於
| 語言 | 語言     | 詞彙 | IPA   | 意思   | 註釋                        |
| ---- | -------- | ---- | ----- | ------ | --------------------------- |
| 英語 | 南非英語 | fair | [ʋ̥eː] | 公平的 | 對應到其他口音中的擦音[f]。 |